# 森愁斗
森 愁斗（もり しゅうと、2002年9月18日 - ）は日本の 歌手、ダンサー、俳優、TikToker、YouTuber。ダンス&ボーカルユニット「BUDDiiS」のメンバー。兄弟ユニット「もーりーしゅーと」としても活動。スターダストプロモーション所属 。東京都出身。

## 略歴
高校2年生の時、既にスターダストプロモーションに所属していた兄、森英寿に誘われ、事務所主催のダンスレッスンに通い、TikTokに2人でダンスや歌の動画を投稿したのがきっかけで同事務所にスカウトを受ける。
2020年、小さい頃から少し変わっている兄である森英寿の面白さを伝えられたらとの理由から兄のTikTokアカウントから投稿したことがきっかけでもーりーしゅーととしても活動している。
2020年9月16日、BUDDiiSが結成され、ボーカル・ダンサーとして活動している。
2022年、テレビドラマ『君の花になる』で俳優デビュー。

## 人物
- 趣味:デニムを育てる（ファッション）、ラーメンを食べる、散歩[5]
- 特技:ギター、カメラ、写真[5]
- 兄はBUDDiiSのメンバーの森英寿[6][4]。

## 出演

### テレビ番組
- よるのブランチ（2021年6月2日 - 、TBS） - 準レギュラー[10]
- 沼にハマってきいてみた（2022年4月 - 2023年3月 、NHK Eテレ） - 準レギュラー「ぬまメン」
- 東京電波女子 Season3（2023年7月28日・9月23日・12月23日・2024年3月23日、TOKYO MX） - MC[11]

### テレビドラマ
- 君の花になる（2022年10月18日 - 12月20日、TBS） - 桧山竜星 役[12][13]
- ジャックフロスト（2023年2月17日 - 3月31日、毎日放送） - 奥沢柊路 役[14]
- おとなりに銀河 第20話（2023年5月4日、NHK総合） - 佐野 役
- ぼさにまる（2023年10月11日 - 11月29日、フジテレビ） - 主演・大雅 役（上白石萌音と綱啓永とトリプル主演）[15]
- Maybe 恋が聴こえる（2023年10月17日 - 12月22日、TBS） - 黒岩紫音 役[16]
- シンデレラ・コンプレックス（2024年3月1日 - 4月11日、毎日放送） - 工藤要 役[17]
- ROOM〜史上最悪の一期一会（2024年8月27日 - 9月24日、BS-TBS・BS-TBS 4K） - 夏木仁 役[18]
- 御上先生（2025年1月19日 - 3月23日、TBS） - 安西淳平 役[19][20]

### 映画
- バトルキング!! -We'll rise again-（2023年3月10日公開、S・D・P） - 山縣虎太郎 役[21]
  - BATTLE KING!! Map of The Mind -序奏・終奏-（2025年2月14日・3月14日公開、S・D・P）[22][23]
- かくかくしかじか（2025年5月16日公開、ワーナー・ブラザース映画） - 川崎くん 役

### WEBドラマ
- それでもやっぱり好きだから（2023年6月19日 - 25日、YouTube） - ゲンキ 役
- ぼさにまる（2023年9月22日 - 10月13日、FOD） - 主演・大雅 役（上白石萌音と綱啓永とトリプル主演）[24]

### 舞台
- 朗読劇『ROOM』2025（2025年6月29日、シアターサンモール）[25]

### MV
- mihoro*「分かり合えないよ - YouTube」（2021年6月23日）
- あたらよ「届く、未来へ」（2023年5月6日）

### CM
- au 5G 三太郎「つながる歌」篇（2021年、CMソング歌唱）
- ザ・スーツカンパニー「青春スクラップ」 イメージキャラクター（2022年）
- Happy Elements「あんさんぶるスターズ！！」『POWER OF YOU』（2023年9月4日）
- frunflynn（2023年9月 - ） - イメージモデル

## 作品

### 書籍
- 「ねぇねぇあのさ、"もーりーしゅーと攻略本"って知ってる？」（2023年4月28日、SDP）ISBN 978-4-910528-29-8[26] - もーりーしゅーと名義

### 音楽配信
- ずっともっと（2021年8月24日） - もーりーしゅーと名義
- キミの見る未来を（やりらふぃー2022）（2022年9月7日） -  Meland x Hauken & もーりーしゅーと 名義
- スローモーション（feat. SHOOT from BUDDiiS）（2022年11月30日） - re:spect名義

### 連載
- Star Creators!（2022年7月21日 - 、KADOKAWA） - もーりーしゅーと名義

## 受賞歴
- TikTok2021上半期トレンド クリエイター部門大賞（もーりー）[27]